# Pugh Island
Pugh Island – niezamieszkana wyspa w Zatoce Frobishera, w Archipelagu Arktycznym, w regionie Qikiqtaaluk, na terytorium Nunavut, w Kanadzie. W pobliżu Pugh Island położone są wyspy: Resor Island, Wedge Island, Whiskukun Island, Pike Island, Nest Island, Sliver Island, Quadrifid Island i Crowell Island.